# Elias Vacca
Elias Vacca (Alghero, 8 novembre 1964) è un politico e avvocato italiano.

## Biografia
Laureato in Giurisprudenza, ha collaborato dal 1988 al 2000 con l'Università di Sassari. Eletto consigliere comunale ad Alghero nel 1983 con il Partito Comunista Italiano, poi nel 1986 diventa assessore comunale alle finanze. Dopo la svolta della Bolognina aderisce a Rifondazione Comunista, con cui viene rieletto consigliere comunale ad Alghero nel 1998.
Nell'autunno 1998 partecipa alla fondazione del Partito dei Comunisti Italiani. Nel 2006 viene eletto deputato per la XV legislatura nelle file del PdCI. Termina il proprio mandato parlamentare nel 2008.